# سرو سایه‌فکن
سروِ سایه‌فکن: دربارهٔ فردوسی و شاهنامه کتابی است از محمّدعلی اسلامی ندوشن که به نستعلیقِ غلام‌حسین امیرخانی منتشر شده است.